# Hornepayne
Hornepayne es un municipio canadiense situado en la provincia de Ontario.

## Superficie
Hornepayne tiene una superficie de 203,04 km².

## Demografía
En 2021, tenía 968 habitantes, una densidad poblacional de 4,8 hab./km², y 515 viviendas.